# Porte des Bombes
Porte des Bombes (malt. Bieb il-Bombi, wł. Porta delle Bombe, pol. Brama Bomb), oryginalnie nazywana Porta dei Cannoni (Brama Armatnia) - ozdobna łukowa brama we Florianie na Malcie. Oryginalnie zbudowana w roku 1721 jako wysunięta do przodu brama w faussebraye, na froncie Floriana Lines. W roku 1868 została powiększona przez dobudowanie drugiego przejścia. Mury z obu stron bramy zostały zburzone, dając bramie wygląd łuku triumfalnego.

## Historia

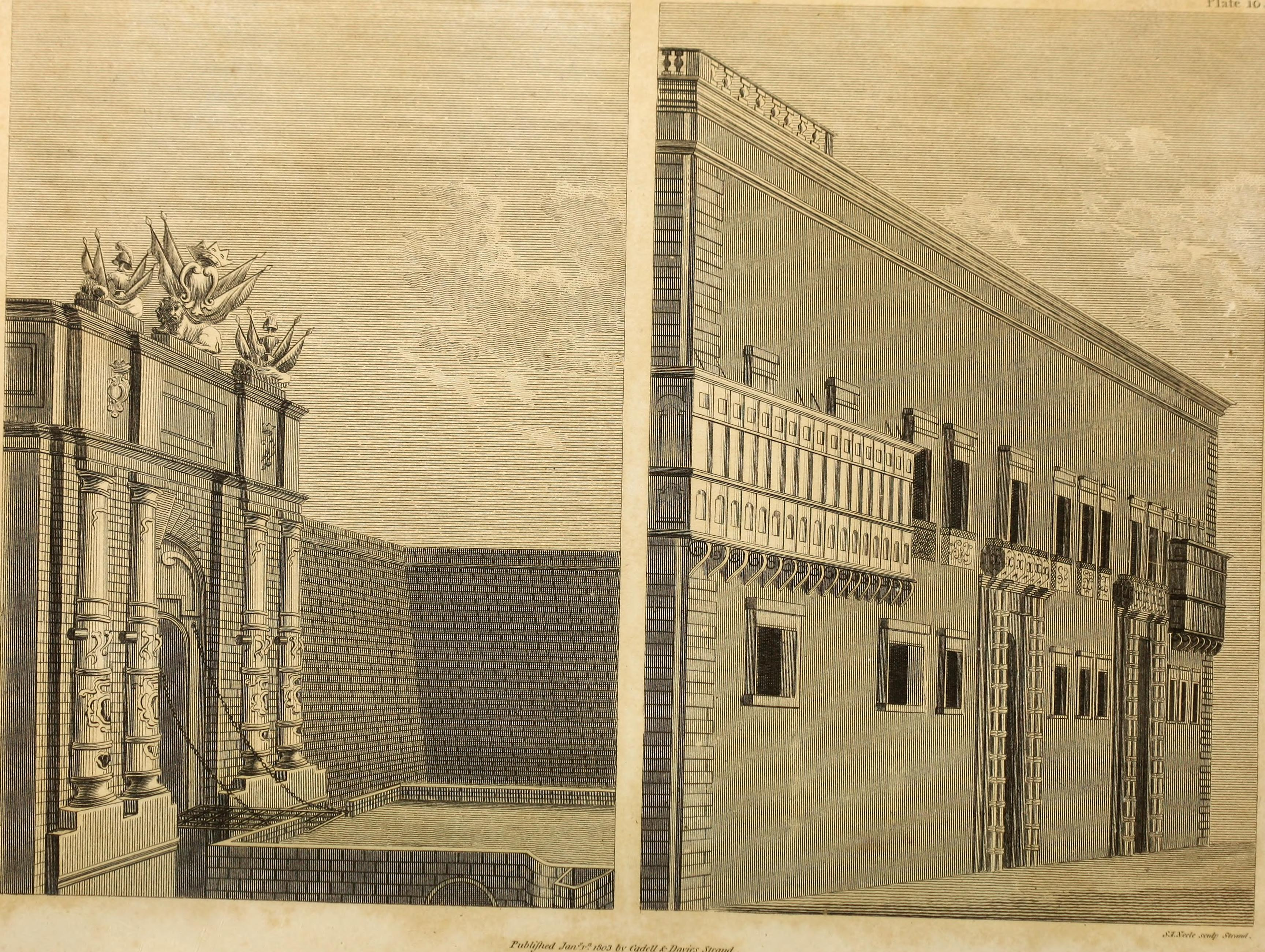
Po lewej: Rysunek bramy z początku XIX wieku, pokazujący jej oryginalny wygląd z pojedynczym przejściem łukowym

Budowa Floriana Lines rozpoczęła się w roku 1636, lecz prace postępowały powoli, i fortyfikacje zostały ukończone dopiero na początku XVIII wieku. Posiadały one olbrzymie fortyfikacje frontowe z bastionami, dziełami fortyfikacyjnymi oraz faussebraye. Porte des Bombes została zbudowana w faussebraye w latach 1720–1721, według projektu francuskiego architekta Charlesa François de Mondion, za kwotę 6000 scudi. Brama pierwotnie miała pojedyncze przejście i służyła jako zewnętrzna brama wejściowa do Floriany, prowadząc do głównej bramy miasta - Porta Sant'Anna. Oryginalnie osłaniana była przez lunetę.
Podczas francuskiej inwazji na Maltę w czerwcu 1798 roku, Porte des Bombes została zajęta przez francuskich żołnierzy.
W połowie XIX wieku brytyjski rząd powiększył bramę, przez dodanie drugiego przejścia, aby pomieścić wzrastający ruch pojazdów na terenie Grand Harbour. Powiększenie to zostało zaprojektowane przez architekta płk E. W. Dunforda z Royal Engineers i kosztowało ₤900. Druga brama została otwarta 17 sierpnia 1868 roku, za czasów rządów gubernatora sir Patricka Granta.
Na początku XX wieku niektóre z ozdób w przejściu zostały usunięte, aby umożliwić przejeżdżanie tramwajów przez bramę. Później zburzono lunetę przed bramą, aby zbudować nową drogę, a w latach 1930. zburzone zostały mury z obu stron bramy, aby poradzić sobie z rosnącym natężeniem ruchu samochodowego. Zmiany te doprowadziły do utraty przez bramę „czytelności” jako części Floriana Lines, robiąc ją podobną do łuku triumfalnego.

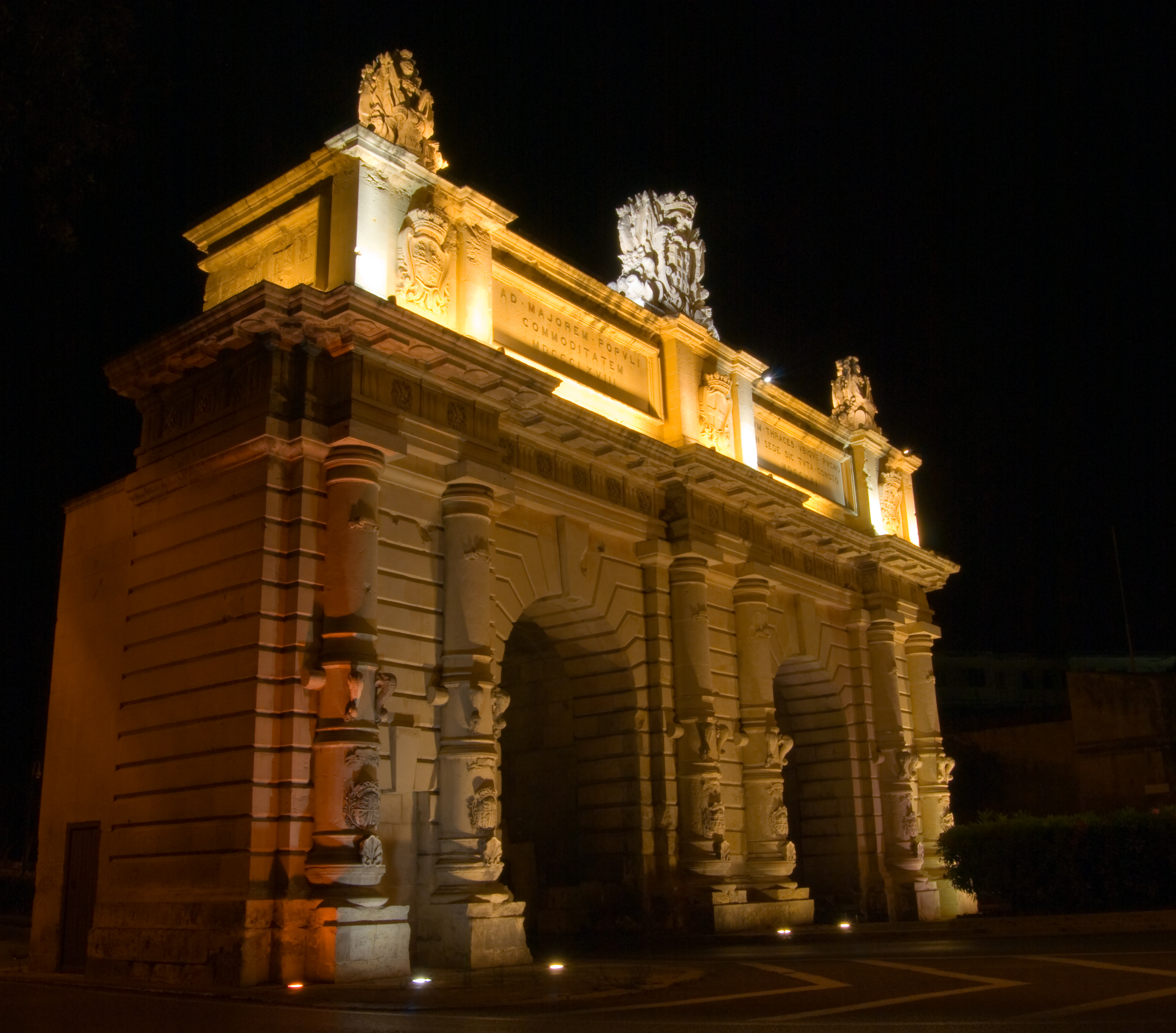
Brama nocą

Brama była odnawiana pomiędzy wrześniem 2002 roku a marcem 2003 roku, kosztem Lm55 000. Prace renowacyjne zawierały też zainstalowanie oświetlenia. W maju 2005 roku wandale pomazali bramę przepalonym olejem, lecz uszkodzenia zostały usunięte w ciągu kilku dni. 24 października 2012 roku brama została ponownie uszkodzona, tym razem w wyniku uderzenia w nią autobusu Arriva. Uszkodzenia zostały usunięte w ciągu kilku dni.
Brama i reszta Floriana Lines zostały włączone w «Antiquities List 1925». Jest w tej chwili ujęta jako zabytek narodowy klasy 1., jest też umieszczona na liście National Inventory of the Cultural Property of the Maltese Islands.

## Wygląd bramy

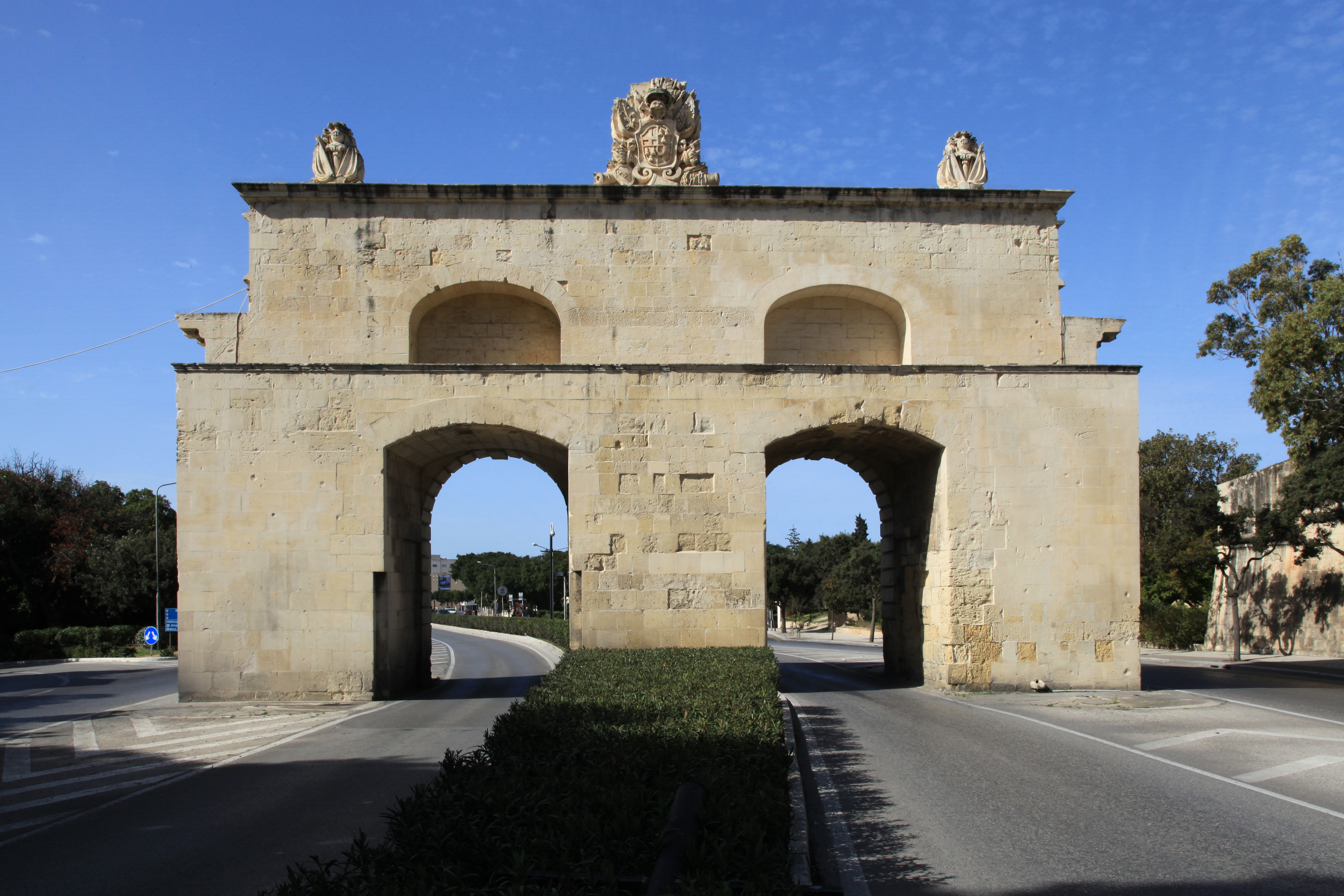
Widok bramy od tyłu

Porte des Bombes zbudowana została w stylu barokowym. Brama oryginalnie miała jeden łuk (przejście), drugi łuk - po lewej stronie, patrząc od frontu - dodany został w XIX wieku. Każde przejście otoczone jest rzeźbami armat, od których wzięła się jej oryginalna nazwa Porta dei Cannoni (Brama Armatnia), a na każdej armacie znajduje się płaskorzeźba tarczy herbowej. Cztery armaty, otaczające oryginalne pierwsze przejście, noszą herb Wielkiego Mistrza Ramona Perellos y Roccaful, gdy dwie armaty na drugim łuku noszą herb Wielkiej Brytanii. Brama posiada gzyms ponad rzędem rzeźbionych krzyży maltańskich. Ponad gzymsem widnieją tarcze herbowe z herbami Zakonu Maltańskiego, Wielkiego Mistrza Perellosa oraz Wielkiej Brytanii, jak również dwie marmurowe tablice z łacińskimi napisami. Tablica po prawej stronie głosi:

DVM THRACES VBIQUE PVGNO

IN SEDE SIC TVTA CONSTO

MDCCXXI

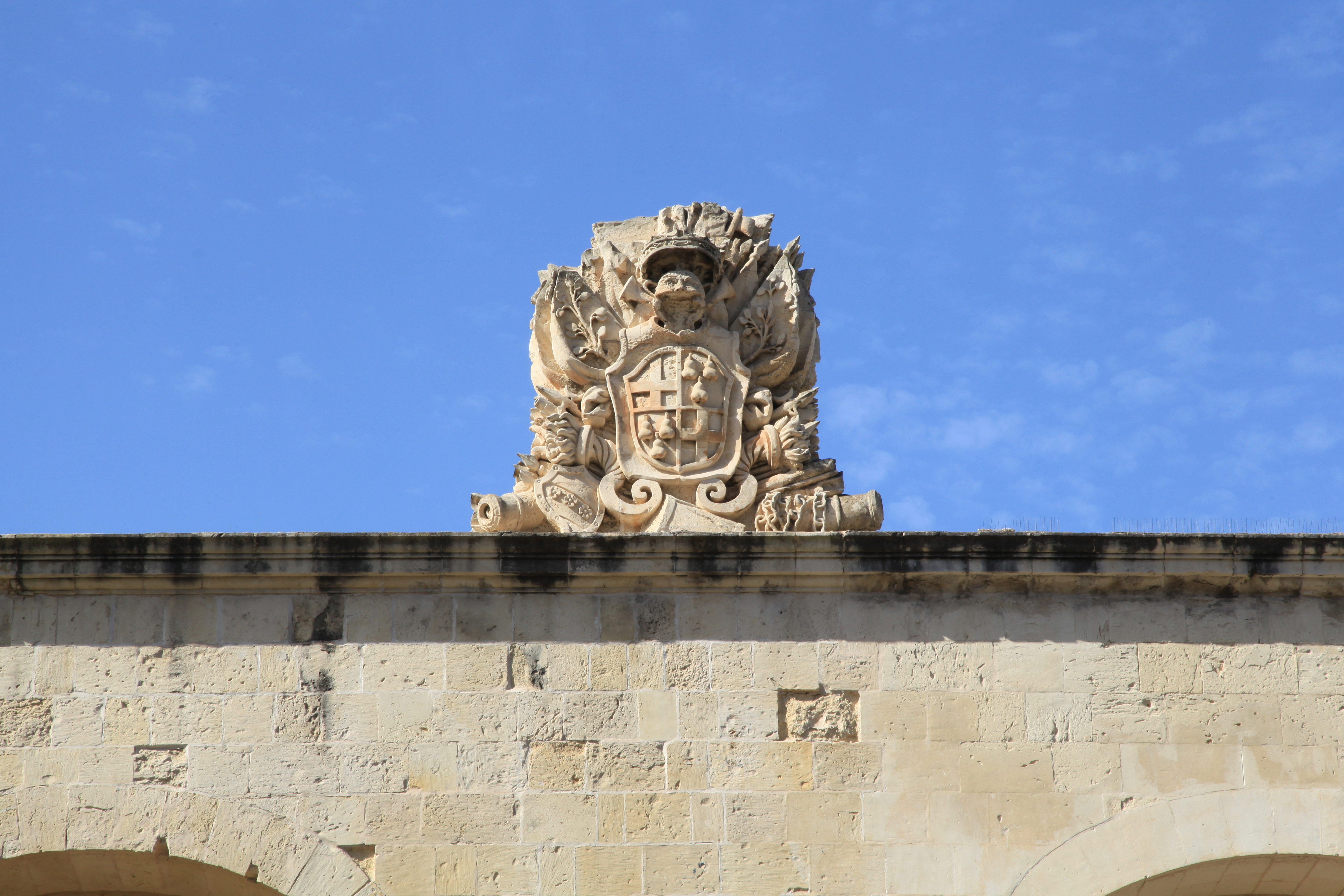
Tarcza herbowa Ramona Perellos y Roccaful na szczycie bramy

(Podczas gdy wszędzie walczę z Turkami, jestem bezpieczny w swoim siedlisku - 1721)

Tablica po lewej stronie głosi:

AD MAJOREM POPVLI

COMMODITATEM

MDCCCLXVIII

(Dla większej wygody społeczeństwa - 1868)

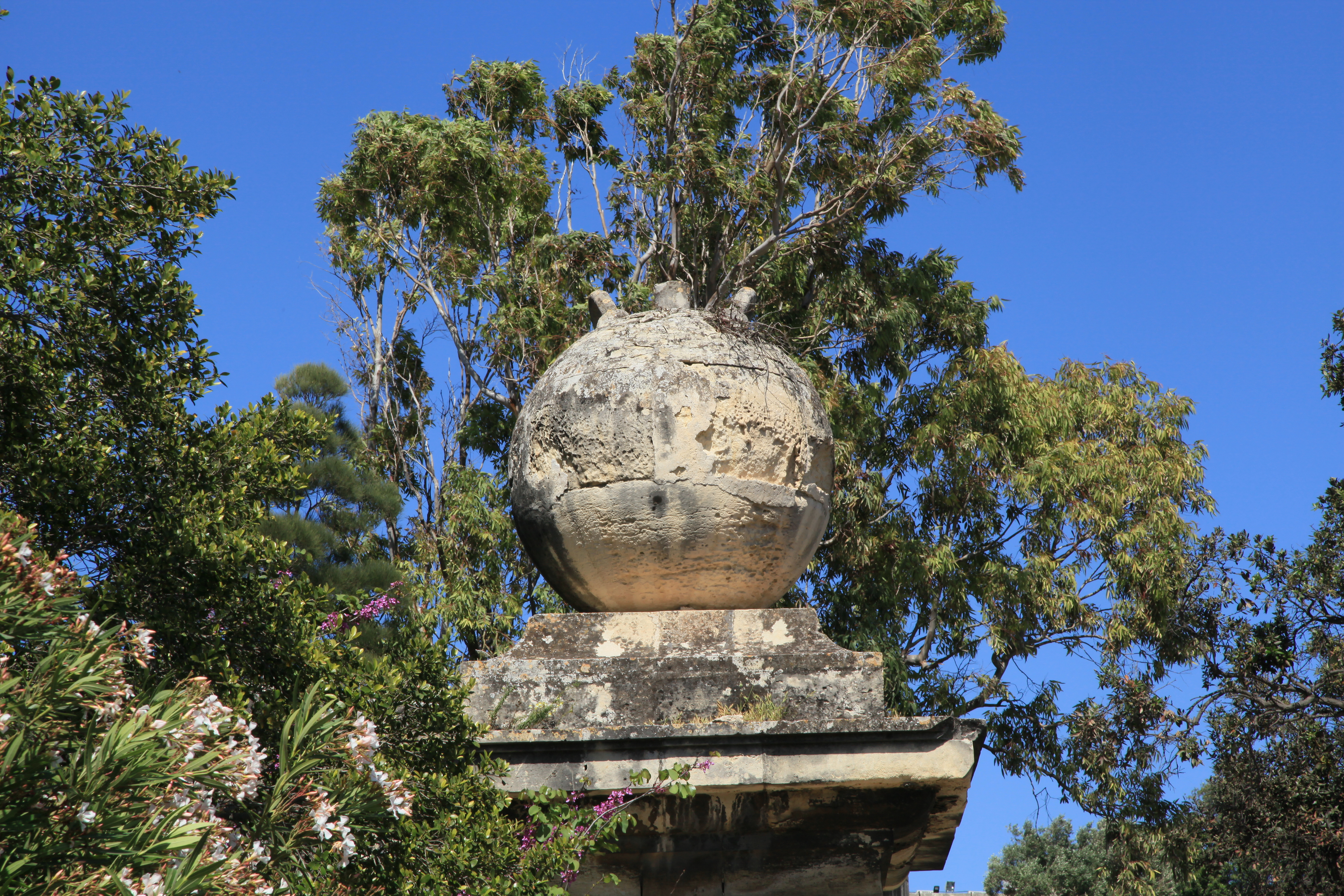
Jedna z "bomb", od których brama wzięła swą współczesną nazwę

Trzy ozdobne tarcze herbowe, środkowa nosząca herb Perellosa, znajdują się na szczycie bramy. Były one częścią oryginalnej bramy, lecz przemieszczono je, gdy została ona powiększona.
Obok bramy znajdują się dwie kolumny, dźwigające kamienne kule, przedstawiające bomby (średniowieczne pociski armatnie). Dały one bramie jej współczesną nazwę Porte des Bombes.
Porte des Bombes jest jedną z dwóch tylko bram na Malcie, które mają przedstawienia uzbrojenia artyleryjskiego w naturalnej wielkości; drugą jest Brama św. Heleny, zbudowana w roku 1736.

## Brama w popkulturze
- Bramę można zobaczyć w filmie z roku 2016 13 godzin: Tajna misja w Benghazi.